# علی دیرباز
علی دیرباز (زادهٔ ۱۳۳۱ در بندرعباس) نمایندهٔ حوزهٔ انتخابیهٔ بندرعباس، حاجی‌آباد، قشم و ابوموسی از استان هرمزگان در دوره‌های ششم و هفتم مجلس شورای اسلامی بوده‌است.